# 慈悲深き騎士
『慈悲深き騎士』（じひぶかききし、英語: The Merciful Knight）は、イギリスの画家エドワード・バーン＝ジョーンズによる水彩画作品である。1863年に制作され、バーミンガムにあるバーミンガム美術館に収蔵されている。

## 概説
作品は11世紀の伝説に基づいた画題で、17世紀のイギリスの文化人ケネルム・ディグビーが『ブロードストーン・オブ・オナー』で再話した物語を参照している。主人公はフィレンツェの騎士ジョン・グァルベルトで、バーン＝ジョーンズが書き添えた解説に拠れば、兄弟を殺めた仇を打ち倒すことができたにも関わらず慈悲の心からこれを赦した騎士を、神が喜ばれた証としてキリストの像が彼に祝福の接吻を行ったシーンとされている。
ジョン・グァルベルトはイタリア・ローマのカトリックの聖人で、ヴァッルンローザ修道会の創始者であり、フィレンツェ貴族であるヴィスドミニ家の一員でもあった。とある聖金曜日、グァルベルトは武装した従者を引き連れてフィレンツェに入城したが、その際、通りがかった狭い路地で兄を殺した男と出くわした。グァルベルトは復讐を果たすために男を殺そうとしたが、相手は両手を広げて全身で十字架を表して跪き、その日に十字架にかけられたキリストの名を出し慈悲を願った。グァルベルトはそれを受け入れ、サン・ミニアートにあるベネディクト教会に入り、祈りを捧げた。十字架のキリスト像は彼の寛大さを認め、頭を下げて祝福を授けた。こうしてグァルベルトは修道士となって列聖された。
バーン＝ジョーンズの初期の作品の中でも重要なもののひとつであり、妻のジョージアナは、夫の追悼伝の中でこの作品について「エドワードが初めてオクスフォードに赴いてからの十年間を統括し、締めくくっているように感じた」と記している。デザイン、技法、表現においてバーン＝ジョーンズ独自の作風を確立した作品であると言える。当時親交があり、バーン＝ジョーンズが師事していたラファエル前派のダンテ・ゲイブリエル・ロセッティは、この作品の習作を見たときに、その比類なき構想力に驚嘆を示し、練習用にバーン＝ジョーンズに与えていた自身の素描を破り捨てたという逸話が残されている。本作品の制作開始時期についてイギリスの美術史家マデリン・エメラルド・シールは、1859年か1862年のイタリア旅行中に着想を得たものであろうと推察している。
バーン＝ジョーンズ自身もこの作品をいたく気に入っており、遺作となった『アヴァロンのアーサー王の眠り』を制作中であったものの、1894年には大型の油彩画として描き直しを試みている。バーン＝ジョーンズの騎士や騎士道への関心は1863年にオクスフォード大学にてアーサー王伝説の壁画を描いた際に喚起されたものであり、生涯を通して彼の中に残り続けた。彼の墓碑にはこの作品に由来する一説「a knight who forgave his enemy when he might have destroyed him and how the image of Christ kissed him in token that his acts had pleased God.(敵を滅ぼすことができたにもかかわらず、それを許した騎士と、その行いが神を喜ばせたことを示すために、キリストの像が彼に接吻したという物語である)」が刻まれている。
一方、作品は1864年の王立水彩画協会(RWS)に出品されたが、不気味な絵と評価され、人目につかない場所に展示された。
習作ではキリストのキスが情熱的に描かれており、同性愛的なニュアンスが強かったが、ガッシュで制作された本作品では性的な意味合いが抑えられ、思いやりの感情が強く見られるものとなっている。キリストの顎髭が騎士の物憂げな表情を覆う盾の役割を果たしており、その両手の傷は、騎士の小手を外し露出した脆い手に目を向けさせる役割を果たしている。前景に描かれたマリーゴールドはバーン＝ジョーンズの家の近く、大英博物館向かいのラッセル・スクウェアで採取されたものが描かれている。